# Roger D. Kornberg
Roger David Kornberg (* 24. dubna 1947) je americký biochemik a profesor strukturální biologie na univerzitě ve Stanfordu. V roce 2006 obdržel Nobelovu cenu za chemii za svá studia molekulární báze eukaryotické transkripce. Ve své studii vysvětlil proces, kterým se genetické informace z DNA kopírují do RNA. Jeho otec Arthur Kornberg byl v roce 1959 oceněn Nobelovou cenou za medicínu.